# کریم معتمدی
کریم معتمدی (متولد ۱۸ تیر ۱۳۰۷ در بابل – درگذشته ۴ دی ۱۳۹۷ در تهران) وزیر پست و تلگراف و تلفن در دوره نخست‌وزیری امیرعباس هویدا، جمشید آموزگار، شریف امامی و ازهاری بود.

## زندگی
کریم معتمدی، فرزند محمد جعفر معتمدی، در ۱۸ تیر ۱۳۰۷ در بابل متولد شد. دورهٔ تحصیلات مقدماتی را در مدارس ابتدائی (دبستان بدر ۱۳۱۵) بابل آغاز کرد و تحصیلات تکمیلی‌اش را در رشتهٔ مهندسی برق و الکترونیک به پایان رساند و همزمان از دانشگاه تهران فارق تحصیلی زبان فرانسه را دریافت کرد. پس از آن برای ادامهٔ تحصیل به اروپا (فرانسه، انگستان و آلمان) رفت. بعد از تکمیل دوره‌اش به ایران بازگشت و در وزارتخانهٔ پست و تلگراف و تلفن در فرستنده بی‌سیم پهلوی مشغول کار شد و مدتی نیز مسئولیت برنامه دوم رادیوی را که به وسیلهٔ وزارت پست و تلگراف به وجود آمده بود بعهده داشت.
سپس بریاست اداره گیرنده بی‌سیم نجف آباد (در جنوب تهران) منصوب و بعد بریاست اداره کل تلفن دولتی بکار ادامه داد و آنگاه به مدیریت کل طرح‌ها در وزارتخانه و طولی نکشید که معاون فنی وزارتخانه شد.
کریم معتمدی در سال ۱۳۵۳ در کابینهٔ امیرعباس هویدا به وزارت پست و تلگراف و تلفن منصوب شد. معتمدی در سال ۱۳۵۶ در کابینهٔ جمشید آموزگار برای بار دوم وزیر پست و تلگراف و تلفن شد. وی در تاریخ ۵ شهریور سال ۱۳۵۷، و ۱۷ آبان ۱۳۵۷ به ترتیب در کابینهٔ شریف امامی و ارتشبد ازهاری، وزیر پست و تلگراف و تلفن بود. وی از اعضای فراماسونری نیز بود، لذا نام وی در فهرست اسامی ۱۴۲ نفر از فراماسون‌های ایرانی لژ بیداری که در اسناد و مدارک وجود دارد، می‌درخشد. چون وضع مالی خوبی نداشت، هر روز بعد از اتمام وقت اداری در یکی از فروشگاه‌های دستگاه‌های صوتی در خیابان فردوسی تهران به تعمیر رادیو و تلویزیون می‌پرداخت.
در دوران وزارت ایشان اولین خط ماهوارهی ایران در اسدآباد افتتاح گردید و ایران به شبکه تلفنی اتوماتیک بین ملی دنیا وصل شد. کریم معتمدی و برادرش مالک یک فروشگاه دستگاه‌های صوتی؛ رادیو و تلویزیون در خیابان فردوسی تهران بودند و منجمله جواز انحصاری واردات دستگاه‌های متز"Metz" آلمان را داشتند و به تعمیر رادیو و تلویزیون هم می‌پرداختند (۱۳۳۱). برای جلوگیری از تضاد منافع و برخورد با کار دولتیشان آن فروشگاه را فروختند.
کریم معتمدی در زمان نخست‌وزیری جمشید آموزگار، در کنار وزارت پست و تلگراف، به کارهای دیگری از قبیل نویسندگی نیز می‌پرداخت. معتمدی از معدود افرادی است که در دورهٔ فعالیت حزب رستاخیز مقالاتی برای نشریهٔ تئوریک جامعهٔ نوین نوشته و به چاپ می‌رسید. ایشان به زبان‌های فرانسه، انگلیسی و آلمانی تسلط داشت.
در جلسه اضطراری هیئت دولت به دستور شریف‌امامی(۱۶ شهریور ۱۳۵۷) برخی وزرا ازجمله کریم معتمدی، وزیر پست و تلگرام و تلفن به صراحت با اعلام حکومت نظامی مخالفت می‌کنند و در ایشان از قطع شبکه تلفن و سانسور مخابرات جلوگیری کرد. وی ارتباطات آزاد را حق انسانی مردم ایران می‌دانست.
پسر عموی وی، قاسم معتمدی، سال‌ها رئیس دانشگاه اصفهان؛ رئیس دانشگاه تهران و بعدها وزیر علوم (در کابینهٔ امیرعباس هویدا) بود.

## درگذشت
مهندس کریم معتمدی در ۳ دی ماه به دلیل کسالت (خونریزی داخلی) به بیمارستان فیروزگر تهران مراجعه کردند که در بامداد ۴ دی ۱۳۹۷ ساعت ۳:۳۰ درگذشت و ۵ دی ماه در قطعه ۳۱۵ ردیف ۱۰۱ شماره ۴۶ بهشت زهرا به خاک سپرده شد.